# Institut Tessin
Institut Tessin under Centre culturel suédois er et museum i Paris viet til historien om det fransk-svenske kunstneriske udvekslinger. Det ligger ved Hôtel de Marle i byens 3. arrondissement, og det er åbent alle dage undtagen mandag; Der er gratis entré, og de fleste dage kan man spise svensk frokost.[kilde mangler]
48°51′29″N 2°21′44″Ø / 48.85806°N 2.36222°Ø